# Вюргер чорнолобий
Вюргер чорнолобий (Chlorophoneus nigrifrons) — вид горобцеподібних птахів родини гладіаторових (Malaconotidae). Мешкає в Східній Африці. Утворює надвид з різнобарвним вюргером.

## Опис
Довжина птаха становить 18-19 см. Виділяють кілька морф чорнолобого вюргера. Для них усіх спільним є зелене забарвлення верхньої частини тіла, сіре тім'я і верхня частина спини, жовтий кінчик хвоста, темний дзьоб і лапи. Представники оранжевої морфи мають чорне обличчя, оранжеву нижню частину тіла і жовту гузку. Представники червоної морфи мають чорне обличчя, червоні горло і груди, жовті живіт і гузку. Представники охристої морфи мають охристу нижню частину тіла і світле горло. Представники чорної морфи мають чорне обличчя, гоб, горло і груди, зелені живіт і гузку.

## Підвиди
Виділяють три підвиди:
- C. n. nigrifrons (Reichenow, 1896) — поширений в центральній Кенії, Танзанії та на заході Малаві;
- C. n. manningi (Shelley, 1899) — поширений на південному сході ДР Конго та на півночі Замбії;
- C. n. sandgroundi Bangs, 1931 — поширений на південному сході Малаві, в Мозамбіку, на сході Зімбабве та на північному сході ПАР.

## Поширення і екологія
Чорнолобі вюргери живуть здебільшого в гірських тропічних і субтропічних лісах на висоті до 2300 м над рівнем моря.